# Felix Klaus
Felix Klaus (Osnabrück, 13 september 1992) is een Duits voetballer die doorgaans als vleugelspeler speelt. Hij verruilde Hannover 96 in juli 2018 voor VfL Wolfsburg.

## Clubcarrière
Klaus speelde in de jeugd bij SV Bösensell, SC Weismain, SCW Obermain, 1. FC Lichtenfels en SpVgg Greuther Fürth. Op 6 november 2010 debuteerde hij bij de laatstgenoemde club in het eerste elftal, tegen MSV Duisburg. Hij kwam enkele minuten voor affluiten op het veld. Op 23 januari 2011 scoorde Klaus het enige doelpunt tegen FC Union Berlin. Klaus speelde 62 competitiewedstrijden voor SpVgg Greuther Fürth in de 2. Bundesliga, waarbij hij zes keer scoorde.
In mei 2013 werd bekend dat Klaus overstapte naar SC Freiburg, dat in het voorgaande seizoen als nummer vijf eindigde in de Bundesliga. Klaus tekende een vierjarig contract en maakte zijn debuut op zowel het hoogste niveau in Duitsland als in de UEFA Europa League. In zijn eerste seizoen eindigde hij met zijn teamgenoten als veertiende in de Bundesliga. Het jaar erna volgde een zeventiende plaats en degradatie.
Klaus daalde niet met Freiburg af naar de 2. Bundesliga, maar tekende in juni 2015 een contract tot medio 2019 bij Hannover 96, de nummer dertien van het voorgaande seizoen.

## Erelijst
| Kampioen 2. Bundesliga | 1x | 2011/12 |

1 Grabara ·
2 Fischer ·
3 Bornauw ·
4 Koulierakis ·
5 Zesiger ·
6 Vranckx ·
9 Amoura ·
10 Nmecha ·
11 Tomás ·
12 Pervan ·
13 Rogério ·
14 Białek ·
16 Kamiński ·
17 Behrens ·
18 Vavro ·
19 Majer ·
20 Baku ·
21 Mæhle ·
22 Angely ·
23 Wind ·
24 Dárdai ·
27 Arnold  ·
29 Müller ·
30 Klinger ·
31 Gerhardt ·
32 Svanberg ·
39 Wimmer ·
40 Paredes ·
Coach: Hasenhüttl